# Coll d'Oli
El Coll d'Oli és un coll a 1.526,9 m d'altitud situat en el límit dels termes municipals de Sarroca de Bellera (antic terme de Benés, de l'Alta Ribagorça), i de la Torre de Cabdella, del Pallars Jussà.
Passava per aquest coll el camí de bast que unia les valls paral·leles del Flamisell i de la Valiri, a través dels pobles d'Aguiró, a la Vall Fosca, i de Castellvell de Bellera. És al nord-est del Tossal del Portell i al sud-oest del Tossal de Tuiro. Una mica més al nord-est seu hi ha la Collada de Pui Cavaller.